# Dolok Nauli (Adian Koting)
Dolok Nauli is een bestuurslaag in het regentschap Tapanuli Utara van de provincie Noord-Sumatra, Indonesië. Dolok Nauli telt 1246 inwoners (volkstelling 2010).